# Howard Pyle

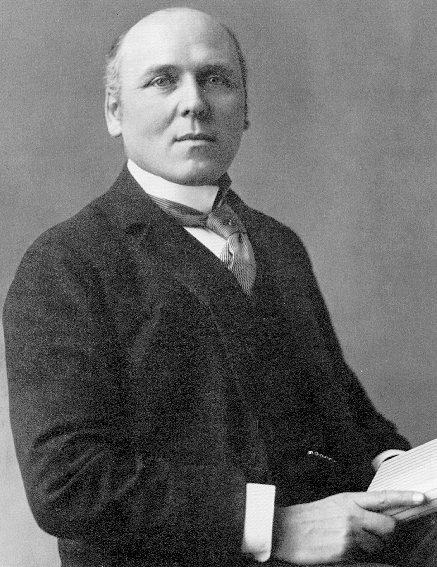
Howard Pyle

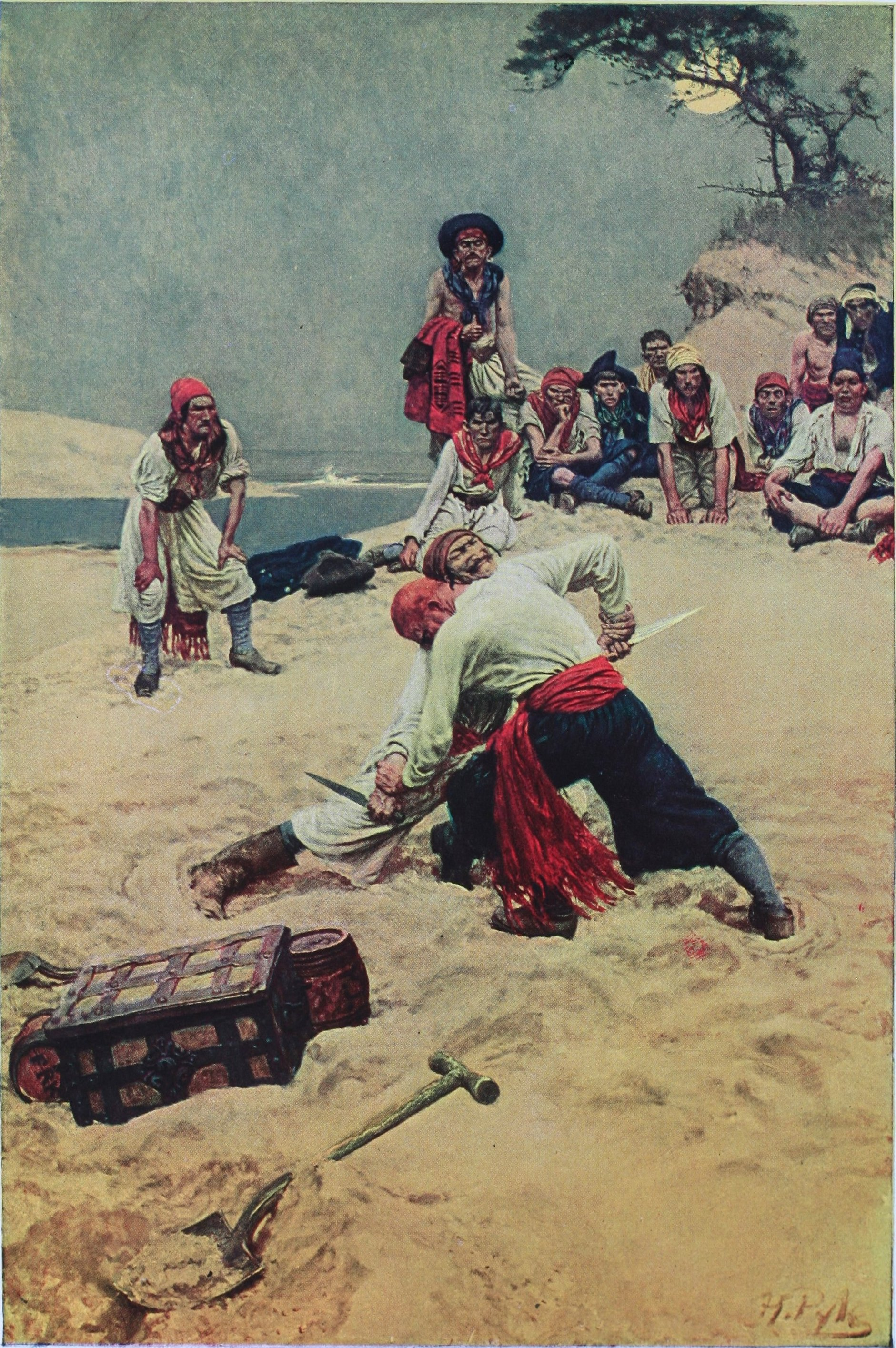
Sjörövare slåss om en skatt. Illustration ur Pyles Book of Pirates.

Howard Pyle, född 5 mars 1853 i Wilmington, Delaware, död 9 november 1911 i Florens, var en amerikansk illustratör och författare. Han skrev och illustrerade mest böcker för unga läsare. Även hans syster Katharine var författare och tecknare.
Pyle var ursprungligen från Wilmington i Delaware, men levde sista året av sitt liv i Florens i Italien, där han dog. Hans klassiker från 1883; Robin Hoods äventyr, trycks än idag, och även hans andra böcker, som ofta utspelar sig i det medeltida Europa. Bland annat gav han ut en fyra böcker tjock utgåva om Kung Artur.
År 1894 började han lära ut illustration och 1900 startade han en egen skola. Där gick berömda elever som N.C. Wyeth, Olive Rush och Frank Schoonover.

## Böcker översatta till svenska
- The merry adventures of Robin Hood
  - Robin Hoods glada äventyr (översättning Beppe Wolgers, Natur och kultur, 1954)
  - Robin Hood (översättning och bearbetning för modern ungdom Jan-Olof Olsson (Jolo), B. Wahlström, 1962)
  - Robin Hoods muntra äventyr (förkortad översättning av Tove Kvist, Reader's Digest, 1967)
  - Robin Hood (översättning Åke Mosell, Niloe, 1978)
  - Robin Hood (textbearbetning Robert Fisker, bild Hans Helweg, svensk text Ingrid Emond, Carlsen/if, 1984)
  - Robin Hood (återberättad och bearbetad av Grete Juel Jørgensen, översatt av Love Kellberg, Carlsen/if, 1990)
  - Robin Hood: de laglösas muntra äventyr i Sherwoodskogen (översättning Sven Christer Swahn, Niloé, 1991)
  - Robin Hood (återberättad av Maj Bylock, Klassikerförlaget, 1997)
- The story of King Arthur and his knights
  - Kung Arthur och hans riddare (översättning Eva Håkanson, Natur och kultur, 1964)
  - Kung Arthur och hans riddare (översättning Sven-Ingmar Pettersson, Niloe, 1984)
- The Story of the Champions of the Round Table [forts. på The story of King Arthur and his knights]
  - Riddarna av runda bordet (översättning Eva Håkanson, Natur och kultur, 1965)
- Men of iron
  - Riddarna på Devlens slott (översättning Eva Håkanson, Natur och kultur, 1963)